# Museo de los Años Treinta
El Musée des Années Trente (Museo de los años treinta) es un museo municipal especializado en objetos artísticos e industriales de la década de 1930. Se encuentra en el Espacio Landowski en el nº28, de la Avenue André-Morizet, Boulogne-Billancourt, un suburbio del oeste de París, Francia; abre a diario, excepto lunes y festivos.
El museo municipal, que originalmente estaba instalado en los locales del Ayuntamiento, fue creado en 1939 por el Dr. Albert Besançon, primer conservador, con el objetivo de unificar las colecciones más dispares sobre la herencia cultural e industrial de Boulogne-Billancourt. Fue creado dentro de un cúmulo de acontecimientos de espíritu Modernidad, y para conmemorar el cambio de nombre de la ciudad de Boulogne a Boulogne-Billancourt, a partir de un decreto en 1925. 
En 1983, Emmanuel Bréon sucede en el cargo al Dr. Besançon, que murió a los 103 años y le da un nuevo rumbo en la política del museo, centrándose en la exploración de la herencia de los años 30. Años brillantes para Boulogne-Billancourt, tanto en el plano industrial como cultural. En esa época, muchos artistas, arquitectos, pintores, escultores, cineastas, son atraídos a la ciudad donde los precios de la tierra y los talleres siguen siendo accesibles.
Cambia su nombre a  "Musée des années 30" en 1994 y se traslada en 1998 a sus nuevos locales en el  Espace Landowski.
A raíz de la idea de que el museo ha de dar cuenta de todos los aspectos artísticos de principios del siglo XX, se presentan una serie de obras de África y Oceanía. Esto explica que encontremos obras de los pintores del Ministerio Francés de Ultramar y de las Colonias , así como de los becarios de la Villa Abd-El-Tif.
Encontramos obras de los arquitectos Le Corbusier, Tony Garnier, André Lurçat, Robert Mallet-Stevens, Auguste Perret, y Jean Prouvé; y de los diseñadores Jacques Émile Ruhlmann y Jules Leleu; 
La colección orientalista del museo realmente comenzó con la exposición titulada "Coloniales", organizada en 1989-1990. Son muchas las obras expuestas que pertenecen al  Museo de Artes de África y Oceanía. Algunos de ellas permanecen en depósito en el Musée des années 30, núcleo de la colección de pintura colonial.
El museo tiene 3000 m² de espacio expositivo y presenta 800 pinturas, 500 esculturas y 20000 dibujos, así como muebles, cerámicas, carteles y documentos originales. Está dentro de un circuito peatonal que permite descubrir tanto la arquitectura exterior (Le Corbusier, Mallet-Stevens, etc) como los personajes que lo han habitado, como André Malraux.